# Comité Olímpico Soviético
El Comité Olímpico Nacional de la Unión de Repúblicas Socialistas Soviéticas (en ruso: Национальный Олимпийский комитет Союза Советских Социалистических Республик, abreviado НОК СССР), también conocido como Comité Olímpico de la URSS (Олимпийский комитет СССР) o Comité Olímpico Soviético, fue una organización sin fines de lucro que representaba a los atletas de los estados de la Unión Soviética en el Comité Olímpico Internacional. El Comité Olímpico Soviético organizó a la representación soviética en Juegos Olímpicos de Verano e Invierno.
El Comité Olímpico Internacional reconoció al Comité Olímpico Soviético el 7 de mayo de 1951 en la 45.ª sesión del COI, ya que el equipo nacional de la URSS estaba capacitado para participar en los Juegos Olímpicos. Después de la disolución de la Unión Soviética en 1991, el Comité Olímpico Ruso fue el sucesor legal del Comité Olímpico Soviético en 1992.

## Presidentes
| Presidentes          | Años de plazo |
| -------------------- | ------------- |
| Konstantín Andriánov | 1951–1977     |
| Serguéi Pávlov       | 1977–1983     |
| Marat Gramov         | 1983–1990     |
| Vitali Smirnov       | 1990–1992     |

## Miembros soviéticos del Comité Olímpico Internacional
| Miembro              | Años de plazo |
| -------------------- | ------------- |
| Konstantín Andriánov | 1951–1988     |
| Alekséi Románov      | 1952–1971     |
| Vitali Smirnov       | 1971–1992     |
| Marat Gramov         | 1988–1992     |